# Hyphoraia flavescens
Hyphoraia flavescens là một loài bướm đêm thuộc phân họ Arctiinae, họ Erebidae.